# Mariolino Barberis
Mariolino Barberis, pseudonimo di Mario Barberis (Torino, 14 agosto 1949), è un cantante e musicista italiano.

## Biografia
Inizia a soli undici anni nel 1960, esibendosi in concorsi e manifestazioni in Piemonte, e partecipando ad un concorso per debuttanti a Laigueglia che vince; torna alla stessa manifestazione sia nel 1961 che nel 1962, vincendo anche queste edizioni.
Successivamente incide alcuni brani per la ECO casa musicale di Milano (Monza).
Dotato di una buona voce, prende lezioni di canto dal Maestro Piero Pasero, continuando nel frattempo a studiare presso i salesiani, che incoraggiano la sua passione per la musica.
Nel 1964 partecipa al Festival di Castrocaro, il noto concorso per voci nuove, presentando la canzone La mia città, e avendo come padrino Little Tony (ad ogni finalista ne era stato assegnato uno); viene notato da Teddy Reno che gli propone un contratto discografico con la ARC.
L'anno successivo partecipa al Cantagiro 1965, nel girone B, classificandosi al primo posto con la canzone Il duca della luna (testo di Giancarlo Guardabassi, musica di Caligiani, arrangiamento di Ennio Morricone, con ai cori i "Cantori Moderni" di Alessandroni). 
Per via della sua voce estesa e melodica e per l'handicap alle gambe dovuto alla poliomielite avuta da bambino (che lo costringe a camminare con il bastone) viene soprannominato dalla stampa dell'epoca "il Tajoli degli anni sessanta".
Inizia ad esibirsi dal vivo facendosi accompagnare dai Flash, gruppo costituito da tre ragazzi torinesi (Marcello Capra alle chitarre, Angelo Girardi al basso e Marco Astarita alla batteria) che nel decennio successivo suoneranno in noti gruppi di progressive torinesi, come i Procession e Venegoni & Co.
L'anno successivo vince nuovamente il Cantagiro 1966 con Spiaggia d'argento e si esibisce in molte trasmissioni televisive, tra cui Settevoci, condotta da Pippo Baudo.
Successivamente cambia casa discografica, passando alla DKF Folklore, etichetta torinese legata allo studio di registrazione Format di Happy Ruggiero, e partecipa nel 1967 alla nona edizione del Festival della Canzone Veneta di Sandrigo con Salvé Venesia.
Per la DKF incide, tra le altre, una rivisitazione de Il posto mio, brano presentato da Tony Renis al Festival di Sanremo 1968, e Questa è la città, canzone di cui lo stesso Barberis è autore con Ruggiero.
Con il suo nome, Mario Barberis, inciderà successivamente per la Drums.

## Discografia

### 45 giri
- 1961 - Scende la sera (Collana Canti Ricreativi, Canti Scout volume 1, ECO casa musicale ECO 1031).
- 1961 - Canto del lupetto (Collana Canti Ricreativi, Canti Scout volume 2, ECO casa musicale ECO 1032).
- 1961 - L'ali d'oro[1] / Un amico[2] (ECO casa musicale, ECO 1056S).
- 1965 - Il duca della luna[3] / Quando a settembre[4] (ARC AN 4056)[5]
- 1966 - Spiaggia d'argento[6]/Eppure ti amo[7] (ARC AN 4087)
- 1967 - Questa è la città[8]/Tu lo vedrai[9] (DKF Folklore KF 30042)
- 1967 - Salvé Venesia[10]/Raconto d'inverno[11] (DKF Folklore KF 11037)
- 1968 - Il posto mio[12]/Agnese[13] (DKF Folklore, KF 30050)
- 1970 - Un pianoforte nella sera[14]/Rosso il tramonto[15] (DKF Folklore, KF 30076)
- 1985 - Occhi di bimba/Nell'oscurità[16] (Drums, EDN 2215)